# Johnette Napolitano

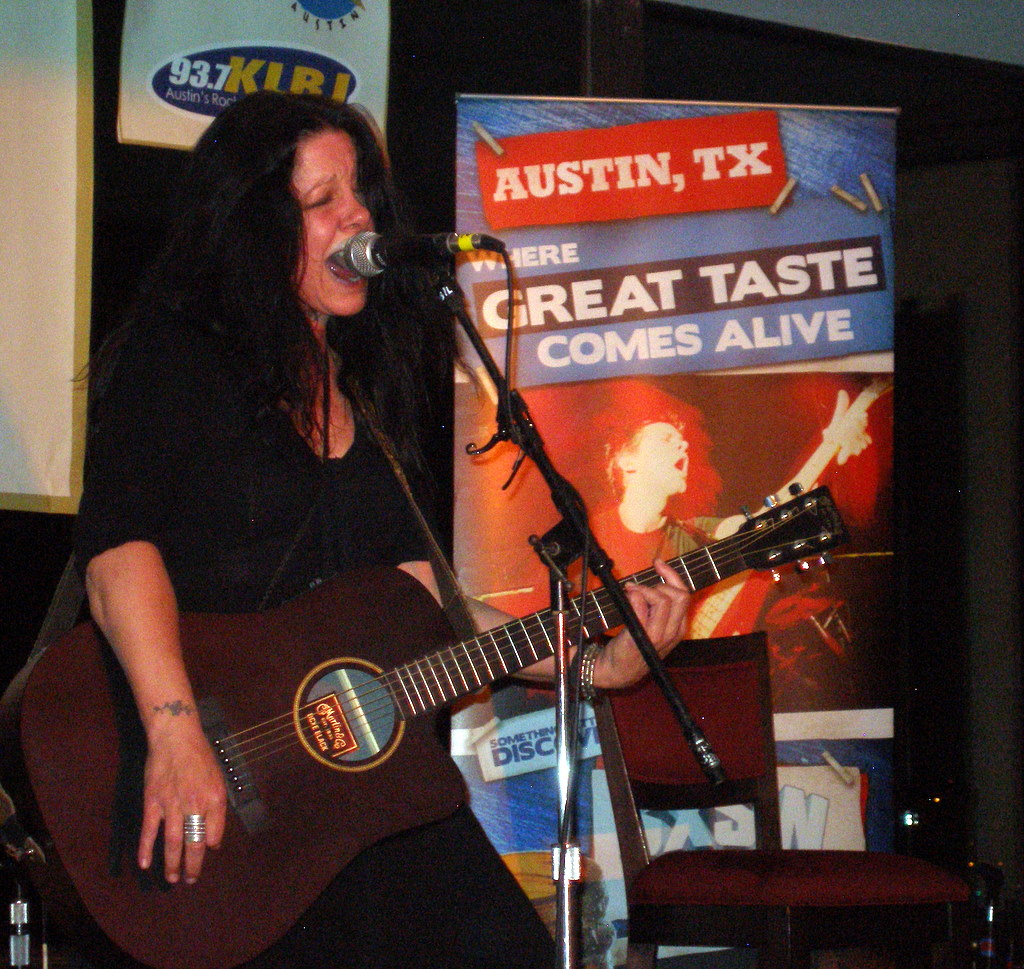
Johnette Napolitano, 2008

Johnette Napolitano (* 22. September 1957 in Hollywood, Los Angeles) ist eine US-amerikanische Rocksängerin, Bassistin und Songwriterin. Sie ist insbesondere durch ihre Arbeit in Concrete Blonde bekannt.
Napolitano hatte 1993 einen Gastauftritt auf dem Album Recipe for Hate der amerikanischen Punkband Bad Religion. 1996 sang sie auf dem Album No Talking Just Head von The Heads, der kurzlebigen Nachfolgegruppe der Talking Heads, mit. In dem australischen Film West, der 2007 bei den Internationalen Filmfestspielen in Berlin uraufgeführt wurde, sang sie das Titellied Falling in Love. Im selben Jahr hatte sie auch einen Gastauftritt in dem Lied I Am Where It Takes Me der amerikanischen Supergruppe Black Light Burns.
Napolitano hat auch einige Soloalben veröffentlicht: Sketchbook (2002), Sketchbook 2 (2006) und Scarred (2007).